# Sidi M'Hamed Chelh
Sidi M'Hamed Chelh (àrab سيدي امحمد الشلح) és una comuna rural de la província de Sidi Kacem de la regió de Rabat-Salé-Kenitra. Segons el cens de 2014 tenia una població total de 7.737 persones.